# Troja

Karta över Troja.

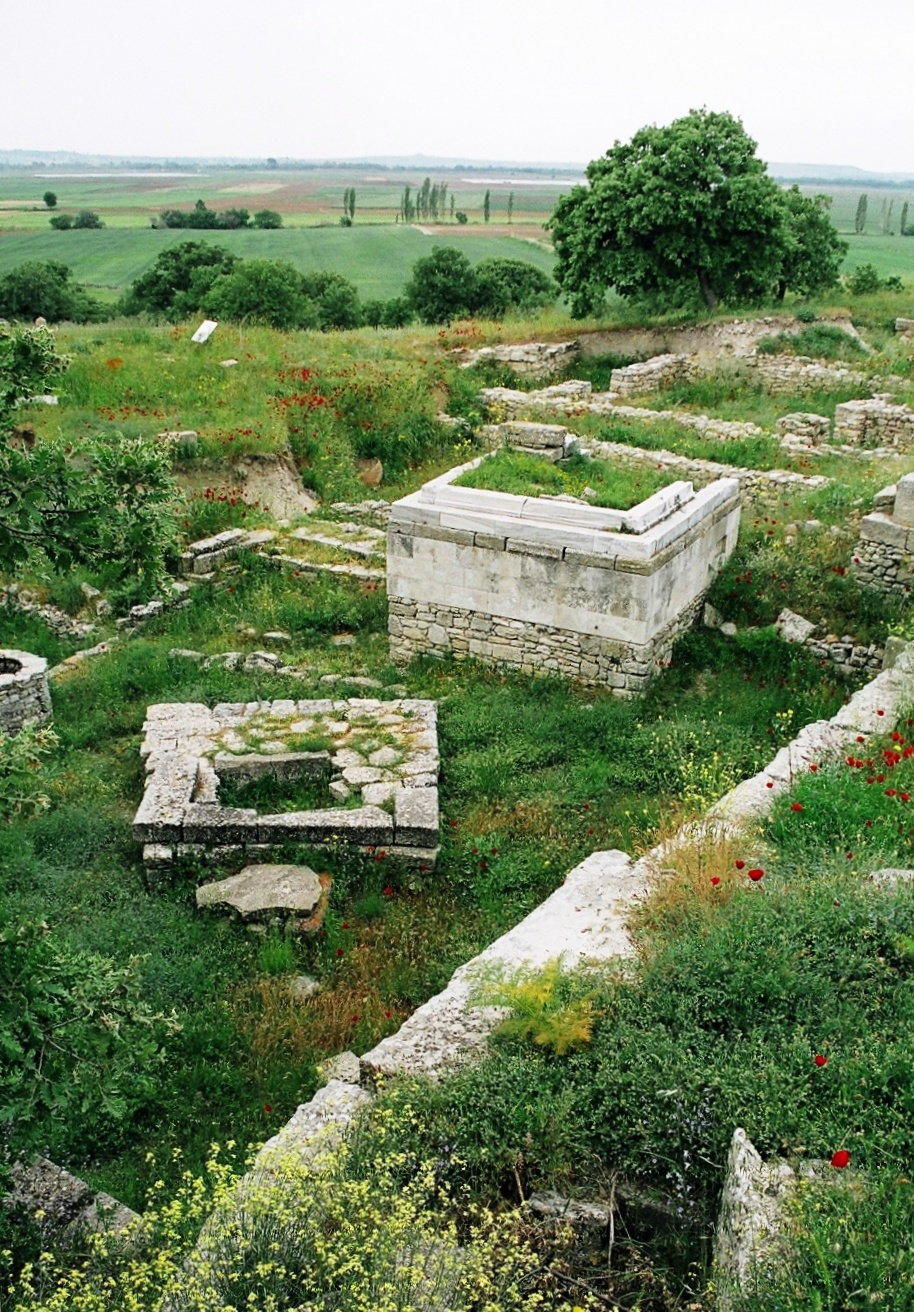
Utgrävningar i Troja, maj 2006.

Troja, även Ilios eller Ilion, är en mytologisk bronsåldersstad som omnämns i hettitiska samtida källor samt Homeros Iliaden och Odysséen från efter bronsålderskollapsen. I de två senare utgör den centralpunkt för det mytologiska trojanska kriget. 
Utöver skrift används namnet även om den arkeologiska plats där staden tros ha legat, belagt i nuvarande nordvästra Turkiet (Mindre Asien), vid Dardanellerna vid Hissarlik nära staden Çanakkale. Den arkeologiska platsen upptogs på Unescos världsarvslista 1998.

## Namn
Stadens namn finns historiskt belagt på huvudsakligen tre språk: hettitiska, klassisk grekiska och latin, där det förstnämnda belägget är det enda som är nedskrivet under den tid då staden var befolkad.
- Troja är historiskt belagt som: hettitiska: 𒆳𒌷𒋫𒊒𒄿𒊭, Truwiša/Taruiša, klassisk grekiska: Τροία, Troíā, latin: Troia
- Ilios är historiskt belagt som: hettitiska: 𒌷𒃾𒇻𒊭, Wiluša, klassisk grekiska: Ἴλιος, Ī́lios
- Ilion är historiskt belagt som: klassisk grekiska: Ἴλιον, Ī́lion, latin: Ilium

## Historia
Staden är känd från Homeros epos Iliaden och Odysséen.
Troja låg i det antika landskapet Troas. Namnen Troja och Troer (trojaner), invånare i Troja, respektive Ilion härleds enligt en teori från Tros och dennes son Ilos, den senare enligt myten stadens grundare. Forskning från 1920-talet knöt namnet Ilion till ortnamnet Wilusa. De flesta forskare är numera överens om att det stämmer men teorin är fortfarande kontroversiell. Wilusa nämns i hettitiska texter. Söder om Troja låg under den sena bronsåldern landet Arzawa. Det är möjligt att Homeros skildring av det trojanska kriget har sin historiska bakgrund i de strider som förekom mellan staterna utmed den egeiska kusten omkring 1300–1200 f.Kr. vilka även drog in det historiska Troja (se hettiterriket).

## Staden
Runt år 1865 återupptäcktes den antika staden av den brittiske arkeologen Frank Calvert som gjorde utgrävningar i ruinhögen vid Hissarlik (Hisarlik). Identifieringen av Hissarlik som det homeriska Troja blev känd genom den tyska arkeologen Heinrich Schliemann, som trodde sig ha funnit Priamos skatt under sina grävningar där. Området visar spår från nio olika byggperioder.

## Besläktat
- Trojan
- Trojanska hästen
- Trojanska kriget